# Adrian Rawlins
Adrian Justin Rawlins (Stoke-on-Trent, 27 maart 1958) is een Brits acteur.

## Biografie
Rawlins werd geboren in Stoke-on-Trent, en doorliep het secundair onderwijs aan de Stanfield Technical High School en aan de Stoke VI Form College, beide in Stoke-on-Trent. Hij wilde eerst zijn studie volgen in kunst maar besloot dan om een acteer carrière te volgen, het acteren leerde hij aan het Manchester Metropolitan University in Manchester. 
Rawlins begon in 1980 met acteren in de film Palm Beach, waarna hij nog meerdere rollen speelde in films en televisieseries. Hij is vooral bekend van zijn rol als James Potter, de vader van Harry Potter, in de Harry Potter films. In 2003 werd Rawlins genomineerd voor een British Independent Film Award voor zijn rol in de film Wilbur Wants to Kill Himself in de categorie Beste Acteur in een Bijrol.

## Filmografie

### Films
Selectie:
- 2022 Living - als Middleton
- 2017 Darkest Hour - als Field Marshall Dowding
- 2014 The Woman in Black 2: Angel of Death - als dr. Rhodes
- 2011 Intruders - als politie inspecteur
- 2011 Harry Potter and the Deathly Hallows: Part 2 - als James Potter
- 2011 Harry Potter and the Deathly Hallows: Part 1 - als James Potter
- 2007 Harry Potter and the Order of the Phoenix - als James Potter
- 2005 Harry Potter and the Goblet of Fire - als James Potter
- 2004 Harry Potter and the Prisoner of Azkaban - als James Potter
- 2002 Harry Potter and the Chamber of Secrets - als James Potter
- 2001 Harry Potter and the Sorcerer's Stone - als James Potter
- 1996 Breaking the Waves - als dr. Richardson
- 1990 Mountains of the Moon - als Edward

### Televisieseries
Uitgezonderd eenmalige gastrollen.
- 2025 Patience - als Douglas Gilmour - 3 afl.
- 2024 Moonflower Murders - als Lawrence Treherne / Lance Gardner - 6 afl.
- 2024 Mary & George - als sir Edward Coke - 6 afl.
- 2023 The Sixth Commandment - als Ian Farquhar - 4 afl.
- 2022 Slow Horses - als Duncan Tropper - 4 afl.
- 2022 Andor - als Doctor Rhasiv - 2 afl.
- 2022 All Creatures Great and Small - als Charles Harcourt - 2 afl.
- 2022 Gentleman Jack - als Jonathan Gray - 2 afl.
- 2021 Baptiste - als Richard Chambers - 2 afl.
- 2021 A Discovery of Witches - als William Cecil - 4 afl.
- 2020 Trigonometry - als Mick - 2 afl.
- 2019 Chernobyl - als Nikolai Fomin - 3 afl.
- 2018 Girlfriends - als Dave - 6 afl.
- 2018 Innocent - als Rob Moffatt - 4 afl.
- 2018 Hard Sun - als DS George Mooney - 6 afl.
- 2017 The White Princess - als John De La Pool sr. - 6 afl.
- 2015-2016 Dickensian - als Edward Barbary - 14 afl.
- 2015 From Darkness - als Gareth Harding - 3 afl.
- 2014 Glue - als DCI Simson - 8 afl.
- 2014 Silent Witness - als DI John Leighton - 2 afl.
- 2012-2013 Prisoners Wives - als Ian - 7 afl.
- 2013 Mayday - als DS Mills - 4 afl.
- 2011 Strike Back - als John Allen - 2 afl.
- 2009 Hunter - als John Elder - 2 afl.
- 2007 Silent Witness - als Alan Eckhert - 2 afl.
- 2006 I Shouldn't Be Alive - als Karl - 6 afl.
- 1999 Forgotten - als Oliver Fraser - 3 afl.
- 1997 Insiders - als Woody Pine - 6 afl.
- 1995 She's Out - als DS Mike Withey - 6 afl.
- 1995 Tears Before Bedtime - als David Baylis - 4 afl.
- 1993 Soldier Soldier - als majoor Tim Radley - 8 afl.
- 1992 Early Travellers in North America - als Charles Dickens - 4 afl.
- 1989 The Ginger Tree - als kapitein Richard Collingsworth - 2 afl.
- 1986 Chance in a Million - als PC Willis - 2 afl.

- Bibsys: 11075452
- Bibliothèque nationale de France: cb17835649b (data)
- International Standard Name Identifier: 0000 0000 6403 8359
- Library of Congress Control Number: no2001056911
- Nationale bibliotheek van Australië: 36287063
- SNAC: w6qv4w7c
- Système universitaire de documentation: 095017712
- Trove: 621188
- Virtual International Authority File: 61197608
- WorldCat: E39PBJhMm9xkpTcMFh8Gm9dCwC